# Cymbocarpa refracta
Cymbocarpa refracta là một loài thực vật có hoa trong họ Burmanniaceae. Loài này được John Miers mô tả khoa học đầu tiên năm 1840.